# Cucueți (okręg Aluta)
Cucueți – wieś w Rumunii, w okręgu Aluta, w gminie Verguleasa. W 2011 roku liczyła 314 mieszkańców. 